# アハルカラキ
アハルカラキ（グルジア語: ახალქალაქი、アルメニア語: Ախալքալաք）は、ジョージア南部サムツヘ＝ジャヴァヘティ州の都市。

## 歴史
現在の街の名はグルジア語で「新しい」を意味する「アハル」"ახალ" と「街」を意味する「カラキ」"ქალაქი" からなるが、18世紀の旅行者、ヨハン・アントン・ギュルデンシュテットの旅行記においては、この街は「アハルカタク」や「ノル・カタク」の名でも言及されている（アルメニア語で「ノル」«նոր» は「新しい」、「カタク」«քաղաք»は「街」を意味する）。
アハルカラキは、9世紀から10世紀頃に現在の場所とは異なる位置に建設され、1064年に現在の位置で都市とされた。1066年にはセルジューク朝のグルジア王国侵略によって街は破壊された。その後、11世紀にバグラティオン朝の治下に収まるまでは、街はグルジア人とアルメニア人による両属状態となっていた。16世紀末にオスマン帝国の領域となり、チルディル州の中心都市「アフルケレク」となった。
第三次露土戦争中の1811年にはロシア帝国の軍勢が街を占領した。しかし、翌1812年のブカレスト講和条約によって、街は再度オスマン領へ戻された。その後、1828年にイヴァン・パスケーヴィチ将軍によって再度占領され、翌1829年にロシア帝国領とされた。同年には、街の主な人口はムスリム化したグルジア人であった。しかし、併合後に街のムスリムはオスマン領へ脱出し、代わってエルズルムやドーウベヤズトからのアルメニア人難民が、街に定住するようになった。グルジア・ソビエト百科事典および自治体サイトによれば、この人口移動はロシア政府による意図的なものとされている。
ソ連時代には、ボルジョミ、アハルツィヘ、レニナカンと高速道路で結ばれており、主な産業はチーズ・レモネード・澱粉・木材の製造や醸造、農業となっていた。ソビエト連邦の崩壊後も長らく駐留ロシア連邦軍の基地がおかれていたが、2007年6月、ロシア軍は基地をジョージア側に引き渡して撤兵した。

## 社会・経済
市の裁判所には2人の判事と21人の職員がおり、判事の1人はニノツミンダ地区も担当している。1950年に開設された市立博物館には、中世後期から20世紀までの、4000点を超す歴史的な収蔵品がある。
2007年6月の時点で、インフラは1万5000人の人口を想定して設計されており、病院1件と小学校2件を含めた196の建造物が存在した。
2009年4月、大統領のミヘイル・サアカシュヴィリはアハルカラキ近郊に水力発電所を建造するとの覚書に署名した。同時にサアカシュヴィリは、ヨーロッパと中国を結ぶ高速道路構想の一環として、サムツヘ＝ジャヴァヘティ州とバトゥミを、トビリシとアハルカラキを2010年に結ぶ高速道路の構想も明らかにした。
市には、グルジア正教会のニコライ (ru) 主教が監督するアハルカラキ・クムルド教区 (ru) が存在し、クムルド大聖堂を始めとした多くの歴史的建造物もある。また、アルメニア教会のバブケン・サルビヤン主教が監督するサムツヘ＝ジャヴァヘティ教区も存在する。
アハルカラキとトルコのカルスを結ぶ標準軌の鉄道が建設され、2017年10月30日にバクー＝トビリシ＝カルス鉄道が開業した。アハラカルキ以東はロシア軌間であり、アハルカラキ駅は異軌間の接続点となっている。

## 人口
ブロックハウス・エフロン百科事典によれば、1887年の市の人口は4303人で、民族別内訳はアルメニア人4080人、ユダヤ人63人、ロシア人61人、グルジア人45人となっている。1897年ロシア帝国国勢調査においては、市の人口は5440人とされ、1969年には9500人、1989年ソ連国勢調査では1万5572人となっている。2014年の国勢調査では、市の総人口は8295人（うち、男性3912人、女性4383人）となっている。